# Chérifa Meskaoui
Chérifa Meskaoui est une athlète marocaine, spécialiste de l'heptathlon. 

## Biographie
Elle est triple championne d'Afrique de l'heptathlon et a remporté les Jeux méditerranéens de 1983. 

### Palmarès
| Date | Compétition            | Lieu       | Résultat | Épreuve     | Performance   |
| ---- | ---------------------- | ---------- | -------- | ----------- | ------------- |
| 1981 | Championnats panarabes | Tunis      | 1re      | 100 m haies | 15 s 7        |
| 1981 | Championnats panarabes | Tunis      | 1re      | Poids       | 13,31 m       |
| 1981 | Championnats panarabes | Tunis      | 2e       | Heptathlon  | 5 125 pts     |
| 1982 | Championnats d'Afrique | Le Caire   | 3e       | 100 m haies | 14 s 0        |
| 1982 | Championnats d'Afrique | Le Caire   | 1re      | Heptathlon  | 5 353 pts     |
| 1983 | Jeux méditerranéens    | Casablanca | 1re      | Heptathlon  | 5 498 pts (w) |
| 1984 | Championnats d'Afrique | Rabat      | 3e       | 100 m haies | 14 s 55       |
| 1984 | Championnats d'Afrique | Rabat      | 3e       | Disque      | 46,04 m       |
| 1984 | Championnats d'Afrique | Rabat      | 1re      | Heptathlon  | 5 448 pts     |
| 1985 | Championnats d'Afrique | Le Caire   | 1re      | Heptathlon  | 5 294 pts     |

#### National
- 3 titres au 100 m haies : 1981, 1982, 1985
- 2 titres au 400 m haies : 1981, 1982
- 2 titres en longueur : 1981, 1982
- 1 titre au poids : 1981
- 4 titres à l'heptathlon : 1981, 1982, 1983 et 1985[3].

### Records
| Épreuve    | Performance    | Lieu       | Date        |
| ---------- | -------------- | ---------- | ----------- |
| Heptathlon | 5 305 pts (NR) | Casablanca | 8 août 1985 |